# Cryptops speleorex
Cryptops speleorex – gatunek parecznika z rzędu skolopendrokształtnych i rodziny Cryptopidae. Jest endemitem południowo-wschodniej Rumunii, znanym wyłącznie z jaskini Movile. Jest troglobiontem, zamieszkującym jej strefę afotyczną.

## Taksonomia i ewolucja
Gatunek ten opisali jako pierwsi Varpu Vahtera, Pavel Stoev i Nesrine Akkari w 2020 roku. Opisu dokonano na podstawie czterech osobników odłowionych w jaskini Movile w Mangalii na terenie rumuńskiego Okręgu Konstanca. Pozyskany w 2014 roku holotyp zdeponowano w Narodowym Muzeum Historii Naturalnej w Sofii. Paratypy pozyskano w roku 2017; trafiły one do Muzeum Historii Naturalnej w Wiedniu oraz Instytutu Speleologii Emila Racovițy w Bukareszcie. Nadany gatunkowi epitet speleorex oznacza po łacinie „król jaskini” i nawiązuje do pozycji drapieżnika szczytowego, jaką wij ten zajmuje w zasiedlanym ekosystemie. Podobnej konwencji nazewniczej użyli w 2014 roku Ludson Neves de Ázara i Rodrigo Ferreira dla brazylijskiego Cryptops spelaeoraptor.
Autorzy zaliczyli nowy gatunek do podrodzaju nominatywnego w rodzaju Cryptops. Zarówno ten podrodzaj jak i inne podrodzaje z rodzaju Cryptops obejmują różne gatunki troglobiontyczne i troglofilne, przystosowane do życia w jaskiniach. Molekularna analiza filogenetyczna ujawniła, że przodkiem C. speleorex jest żyjący również współcześnie parafiletyczny gatunek C. anomalans. Takson ten jest szeroko rozprzestrzeniony w Europie i występuje również u wlotu jaskini Movile, nie docierając jednak to jej afotycznej strefy. W analizie uwzględniono osobniki C. anomalans z różnych stanowisk w Europie i jej wyniki wskazują na siostrzaną pozycję C. speleorex dla kladu obejmującego populację C. anomalans z południowej Rumunii i Serbii. Różnice genetyczne pomiędzy C. speleorex a owym kladem wynoszą 9,2–12,2% w przypadku sekwencji mtDNA kodującej podjednostkę I oksydazy cytochromu c oraz 6,6–8,7% w przypadku sekwencji rDNA kodującej 16S rRNA. 
Przypuszczalnie zjawisko kryptycznej specjacji występuje szerzej u C. anomalans, jednak brak danych na temat miejsca typowego utrudnić może jego rewizję taksonomiczną.

## Morfologia
Parecznik ten osiąga od 46 do 52 mm długości ciała. Ubarwiony jest żółtobrązowo z jasnożółtymi czułkami i odnóżami oraz jasnobrązowymi przepaskami na tylnych krawędziach głowy i tergitów. Ciało jest słabiej oszczecinione niż u C. anomalans. 
Głowa ma dwie szczecinki nadustkowe, 21–22 szczecinki w szeregu przedwargowym oraz cztery krótkie szczecinki pomiędzy tym szeregiem a szczecinkami nadustkowymi. Płyta grzbietowa głowy jest punktowana, zaopatrzona w pełne szwy paramedialne i nakrywa przednią ⅓ pierwszego z tergitów tułowia. Stosunkowo długie czułki zbudowane są z 17 członów, przy czym długość członów najpierw rośnie, osiągając maksimum na członach od siódmego do dziesiątego, a następnie stopniowo maleje ku wierzchołkowi. Człony od piątego do dziesiątego są nawet trzykrotnie dłuższe niż szerokie. Kolce na przysadzistych członach nasadowych są nieliczne lub brak ich zupełnie. Czułki rozprostowane ku tyłowi sięgają do środka długości piątego tergitu, a więc wyraźnie dalej niż u C. anomalans. Szczęki pierwszej pary mają 10–15 szczecinek na dosiebnej powierzchni telopoditu, zaś szczęki drugiej pary cechują dobrze rozwinięte przedstopia i gęsty pędzelek na odsiebnej części trzeciego członu telopoditu. Szczękonóża mają przysadziste trochanteroprefemur (człon powstały przez zrośnięcie się krętarza i przedudzia), bardzo krótkie udo i goleń oraz długie i zakrzywione tarsungulum. Brak kolców na trochanteroprefemur odróżnia je od szczękonóży u C. anomalans.
Tułów ma pierwszy tergit zaopatrzony w pełny szew poprzeczny przedni oraz szwy krzyżowe. Pełne szwy paramedialne widoczne są na tergitach od drugiego do dwudziestego, szwy ukośne na tergitach od drugiego do ósmego, a boczne bruzdy półksiężycowate na tergitach od szóstego do dwudziestego. Ostatni tergit ma płytki wcisk w tylnej połowie i prawie trójkątną tylną krawędź z zaokrąglonym wierzchołkiem. Sternity od trzeciego do osiemnastego mają podłużne szwy środkowe i zakrzywione szwy poprzeczne, natomiast pozostałe są tych szwów pozbawione. Przetchlinki są duże i wydłużone, nie zaś jajowate jak u C. anomalans. Pory koksopleuralne występują w liczbie 317–320 tworząc eliptyczne pole zajmujące 4/5 powierzchni koksopleury.
Odnóża kroczne są długie, zwłaszcza w porównaniu z tymi u C. anomalans. Ich przedudzia, uda i golenie są przysadziste, zaś przedstopia silnie wydłużone i zaopatrzone w przedni i tylny kolec dodatkowy o różnych długościach. Ostatnia, zmodyfikowana para odnóży osiąga około 13 mm długości; piłkowanie na jej goleni składa się z od 13 do 17 ząbków, a to na jej stopie z 5 lub 6 ząbków.

## Ekologia i występowanie
Parecznik ten jest endemitem południowo-wschodniej Rumunii, znanym wyłącznie z jaskini Movile w Mangalii. Jest on troglobiontem zamieszkującym jej strefę afotyczną. Tamtejsza atmosfera uboga jest w tlen, zaś bogata w siarkowodór, metan, amoniak i dwutlenek węgla. W strefie tej wykształcił się unikalny, podziemny ekosystem, odizolowany od środowiska zewnętrznego od 5,5 mln lat. Bazuje on na zdolnych do chemosyntezy bakteriach. W skład tego ekosystemu wchodzą liczne bezkręgowce, w tym 34 opisane dotąd gatunki endemiczne dla tej jaskini. W strefie afotycznej C. speleolex współwystępuje m.in. z parecznikami Geophilus alpinus i Clinopodes carinthiacus, dwuparcem Archiboreoiulus serbansarbui czy pająkami Kryptonesticus georgescuae i Agraecina cristiani. Ze względu na rozmiary ciała C. speleolex pełni w tym ekosystemie rolę drapieżnika szczytowego. Obserwowano jak jego ofiarami padają m.in. równonogi Trachelipus troglobius i Armadillidium tabacarui, pająki, widłogonki i mniejsze gatunki chrząszczy.